# 新北市立明德高級中學
新北市立明德高級中學（簡稱明德高中），為臺灣新北市最早的三所市立完全中學之一（另外兩所為樹林高中、永平高中)，亦是全國唯一的一所國、高中住宿型公立高中112年全國中等學校運動會所獲金牌為全國第一。

## 學校歷史

### 演變與發展
- 1980年：成立臺北縣立三峽國民中學大埔分部。
- 1984年：8月1日奉准獨立設校，定名為臺北縣立明德國民中學。
- 1985年：12月奉台灣省政府教育廳核准籌辦「郊區設校」，開放學區。
- 1987年：首度招收縣轄市學生行住校生活。
- 1995年：8月1日學制改制成完全中學，定名為臺北縣立明德中學。
- 1999年：8月1日更名為臺北縣立明德高級中學。[3]
- 2010年：12月25日，因應臺北縣改制為新北市[4]，更名為新北市立明德高級中學。

### 歷任校長
| 任期 | 姓名   | 任職日期  | 離職日期  | 異動原因                                                     |
| ---- | ------ | --------- | --------- | ------------------------------------------------------------ |
| 1    | 黃君述 | 1984年8月 | 1987年7月 | 原臺北縣立貢寮國民中學校長轉任，調任臺北縣立積穗國民中學     |
| 2    | 林國雄 | 1987年8月 | 1991年7月 | 原苗栗縣立獅潭國民中學校長轉任，調任臺北縣立新埔國民中學     |
| 3    | 黃嘉明 | 1991年8月 | 1994年1月 | 原臺北縣立烏來國民中小學校長轉任，調任臺北縣立碧華國民中學   |
| 4    | 林鎮坤 | 1994年2月 | 1998年7月 | 原臺北縣立雙溪國民中學校長轉任，調任國立台東體育實驗高級中學 |
| 5    | 萬宜誠 | 1998年8月 | 2006年7月 | 原臺北縣立淡水國民中學校長轉任，調任臺北縣立錦和高級中學     |
| 6    | 黃棋楓 | 2006年8月 | 2014年7月 | 原臺北縣立雙溪高級中學校長轉任，調任新北市立中和高級中學     |
| 7    | 張錫勳 | 2014年8月 | 2018年7月 | 原新北市立三和國民中學校長轉任，任滿退休                     |
| 8    | 陳棟遠 | 2018年8月 | 現任      | 原新北市立秀峰高級中學校長轉任                               |

## 爭議事件
2021年9月，疫情期間學校為紓解學生壓力聚集420位學生觀看電影，由於違反當時的疫情規定遭新北市教育局開罰6萬元。
2019年4月，明德高中學生手持著槍，背景放上遭獵殺的麻雀，並寫到「無聊打個小鳥」的字樣接著上傳Instagram限時動態。

## 知名校友
2020夏季奧林匹克運動會中，校友湯智鈞代表中華台北代表團在男子團體射箭奪得銀牌。
2016年，雷千瑩在2016年夏季奧林匹克運動會擊敗義大利代表隊，獲得女子射箭團體銅牌。

## 外部連結
- 新北市立明德高級中學 （页面存档备份，存于）